# يارنو ليون
يارنو ليون هو لاعب كرة قدم بلجيكي، ولد في 13 فبراير 2001 في Asse ‏ في بلجيكا. لعب مع كيه في ميخيلين وهيلموند سبورت.

## وصلات خارجية
- يارنو ليون على موقع قاعدة بيانات كرة القدم.إي يو (الإنجليزية)
- يارنو ليون على موقع Soccerway.com (الإنجليزية)
- يارنو ليون على موقع عالم كرة القدم.نت (الإنجليزية)